# Bella Esperanza-Once Estrellas
Bella Esperanza-Once Estrellas es un caserío peruano ubicado en el distrito de Pativilca, perteneciente a la provincia de Barranca del departamento de Lima, en la costa central del Perú. 

## Ubicación
Bella Esperanza-Once Estrellas se ubica al norte de la provincia de Barranca, en el distrito de Pativilca, en el departamento de Lima.

## Demografía
En 2017 Bella Esperanza-Once Estrellas tenía una población de 705 habitantes.